# Victor Fleming
Victor Fleming (født 23. februar 1889 i Pasadena, Californien, død 6. januar 1949 i Phoenix, Arizona) var en amerikansk filminstruktør.
Victor Fleming blev født i Pasadena, Californien og viste tidligt en teknisk begavelse. Mens han arbejdede som bilmekaniker, mødte han instruktøren Allan Dwan, som lod ham arbejde som kameraassistent. Han udviklede også en interesse for fly og i forbindelse med sine film blev han bekendt med folk på flypladsen i Los Angeles, blandt andet Moye Stephens. Fleming steg hurtigt til positionen som filmfotograf og arbejdede både med Dwan og D. W. Griffith. Han instruerede sin første film i 1919, When the Clouds Roll By.
Mange af Flemings stumfilm var actionfilm, ofte med Douglas Fairbanks i hovedrollen, eller western, og med sin hårdføre holdning og kærlighed til udendørsaktiviteter blev han karakteriseret som ”mandfolkenes instruktør”. Men han viste sig også som effektiv instruktør af kvinder. Under hans regi vandt Vivien Leigh Oscar for bedste kvindelige hovedrolle. Ni skuespillere som optrådte i film af Fleming blev nomineret til Oscar.
Han vandt selv en Oscar i 1939 for bedste instruktør med filmen Borte med blæsten (Gone with the Wind). Han har fået en stjerne på Hollywood Walk of Fame.
Flemming er begravet på Hollywood Forever Cemetery i Hollywood. 

## Filmografi (udvalg)
- 1933 – Bombshell
- 1935 – Den offentlige mening
- 1939 – Troldmanden fra Oz (medinstruktør)
- 1939 – Borte med blæsten